# 皮特什蒂监狱
皮特什蒂监狱（羅馬尼亞語：Închisoarea Pitești）是一处位于罗马尼亚皮特什蒂的一处惩戒设施，以在共产党治下于1949年12月至1951年9月之间推出再教育实验（又叫Experimentul Pitești——“皮特什蒂实验”或Fenomenul Pitești——“皮特什蒂现象”）最为人所铭记。这一实验通过一群囚犯在监狱管理机构的引导下实现，被设计为针对多数年轻政治犯、极端民族主义铁卫团的基层支持者，以及国家农民党、国家自由党党员或罗马尼亚犹太人中的锡安主义者的暴力“再教育”的尝试。宗教囚犯还包括了基督教神学院学生。实验的目标是使囚犯放弃过去的政治和宗教犯罪，并最终将他们的人格转变为绝对服从。经历这次实验的总人数据估计从1,000到5,000不等。
在对罗马尼亚领导人安娜·波克尔的清洗之后，这一实验被罗马尼亚共产党政府作为斯大林主义领导者强硬路线的旁线叫停。监督人员被审判，同时有20名参与的囚犯被判处死刑，监狱官员被轻判。
记者和反共活动家维吉尔·叶伦卡引述这一“再教育实验”为东方集团中最大和最密集的洗脑酷刑活动。在更为强烈的措辞中，诺贝尔文学奖获得者、古拉格幸存者亚历山大·索尔仁尼琴称之为“当今世界野蛮主义的最恐怖的行动”。

## 历史

### 肇始
这所监狱自身建于很早的年代。工程始于1930年代末，在罗马尼亚国王卡罗尔二世的时代，并在扬·安东內斯库的治下完工。第一批政治犯于1942年被拘押至此，他们是被指控参与军团叛乱的高中生。在罗马尼亚宣告成立人民共和国之后不久，监狱继续用作拘押轻罪犯人。
早期的“再教育”尝试出现在苏恰瓦的监狱，在皮特什蒂以暴力的形式持续下来，并在盖尔拉监狱以较少的暴力的形式继续。一群管理员由被逮捕并被发现有政治犯罪的人组成。他们的领导尤根·楚尔卡努，一名囚犯，也是原铁卫团成员，在被清洗前不久加入共产党，对苏恰瓦的进展不满，建议以暴力的方式推动进度，得到皮特什蒂监狱主管的同意。楚尔卡努有可能受了秘密警察副主任亚历山德鲁·尼科尔斯基的指令，选择一组再教育幸存者在开展政治任务时作为他的助手。这个小组被叫做“坚定的在押共产党员委员会”（Organizaţia Deţinuţilor cu Convingeri Comuniste，ODCC），并包括未来的正教会教父即持不同政见者格奥尔基·卡尔西乌-杜米崔阿萨和犹太人佩翠克·福克斯。

### “再教育”阶段
这一进程在引入心理惩罚（主要通过羞辱）和物理酷刑之后开始。
被被处以正常或严重殴打拘押者也被要求参与对其他人的酷刑，以挫伤对过去的忠诚为目标。卫兵强迫他们去加入计划或特定的政治课，诸如辩证唯物主义和约瑟夫·斯大林《简明苏联共产党（布）历史教程》之类的主题，通常伴随者任意的暴力和受鼓励的告密（demascare，“拆穿”）针对各种真实或虚构的轻罪。
实验的每个主题从一开始就彻底寻问，伴随者酷刑用以揭露他生活的私人的细节（“外部揭露”）的方式。由此他们被要求说出他们在先前的寻问中隐瞒的每件事；许多囚犯会为想象中的罪行忏悔以逃避酷刑。其次的“内部揭露”，要求拷打以说出暴力行为少或者在拘禁中对他们有些许宽容的人的名字。
当众羞辱也是强制的，通常在第三阶段（“公开的品德揭露”），犯人被迫指责他们所有人的个人信仰、忠诚于价值观。明显之处在于，宗教犯人不得不亵渎宗教标志和圣言。根据反共活动家和罗马尼亚共产党专政研究总统委员会成员维吉尔·叶伦卡，基督教浸礼受到可怕地嘲弄。卫兵歌唱浸礼仪式为给犯人带来尿桶和粪桶。犯人的头被塞进脏水中。他的头会被按到几乎要死的程度，然后再被抬起来，允许呼吸，仅仅是使他的头再被按进脏水。叶伦卡进一步指称“犯人全身被烟烫；他们的屁股会开始烂掉，而且他们皮肤会像得麻风病那样脱落。其他人会被迫吞下一勺粪便，而且当他们吐出来的时候，他们会被迫吃下去其他人吐出来的东西”。犯人会被要求接受他们自己的家人有各种犯罪的和荒唐的特征的观念，他们会被要求写出假自传，对照有悖常理的行为的论点。
除身体暴力外，被处以“再教育”的犯人被处以侮辱性的工作（如用牙咬抹布擦地）参与令人疲惫的时期。犯人营养不良，并且始终处在受侮辱且不卫生的状况下。
历史学家阿德里安·齐奥罗亚努指出ODCC所用的技术最终衍生自安东·马卡连柯的有争议的对应更生的教育学和刑罚学原则。
犯人还被保证一个去多瑙-黑海运河、大盐矿镇和其他地点的劳改营的预备性的选择，在那里各组原先的犯人被指定去拓展实验。

### 终结和遗产
1952年，格奥尔基·乔治乌-德治成功罢免罗马尼亚内政部长特奥哈里·乔治斯库，这一进程被当局叫停。ODCC被秘密判处承担虐待及20多个死刑的罪责（楚尔卡努被控谋杀30多名囚犯，以及对其他780名囚犯实施虐待）；监督秘密警察官员，包括特奥多尔·赛佩阿努上校，在次年接受审判；所有人被轻判，并在不久后被释放。为回应新的意识形态的指引，法庭总结这一实验是美国和霍利亚·希马铁卫团的代理人对秘密警察的成功渗透的结果，以使罗马尼亚的法治丧失公信力为目标。
在被遗弃及部分拆解后，该建筑1991年被出售以创办公司（1989年革命后，部分设施被拆除或被大幅改动）。监狱大门前建立了纪念碑。
根据罗马尼亚历史学家米尔塞阿·斯塔内斯库，10人死于“皮特什蒂实验”，但其目标不是将人杀害，却是对他们“再教育”。

## 延伸阅读
- Beyond Invisible Walls: The Psychological Legacy of Soviet Trauma, East European Therapists and Their Patients. Robert Jay Lifton, Jacob D. Lindy (2001), Edwards Brothers. ISBN 1-58391-318-1.